# Herophydrus assimilis
Herophydrus assimilis är en skalbaggsart som beskrevs av Régimbart 1895. Herophydrus assimilis ingår i släktet Herophydrus och familjen dykare. Inga underarter finns listade i Catalogue of Life.